# Alena Popchanka
Alena Popchanka (Gómel, Bielorrusia, 28 de julio de 1979) es una nadadora francesa de origen bielorruso retirada especializada en pruebas de estilo libre media distancia, donde consiguió ser medallista de bronce mundial en 2007 en los 4 x 200 metros.

## Carrera deportiva
En el Campeonato Mundial de Natación de 2007 celebrado en Melbourne ganó la medalla de bronce en los relevos de 4 x 200 metros estilo libre, con un tiempo de 7:55.96 segundos, tras Estados Unidos (oro con 7:50.09 segundos que fue récord del mundo) y Alemania (plata con 7:53.82 segundos).